# Коли ти востаннє бачив свого батька?
«Коли ти востаннє бачив свого батька?» (англ. And When Did You Last See Your Father?) — драма, знята Анандом Такером за сценарієм Девіда Ніколлса. Фільм заснований на біографії Блейка Моррісона виданої в 1993 році.

## Зміст
Часто батьки хочуть бачити своїх синів не такими, якими вони є, а сини, у свою чергу, чекають від батьків розуміння і заохочення своїх захоплень. Батько і син хотіли би пишатися один одним, але коли жоден із них не знаходить для цього підстав – замість любові виникає біль і досада, що все більше віддаляє їх один від одного. Нерідко все змінюється, коли один з них готується покинути цей світ. І шкода, що просвітлення приходить так пізно!

## Ролі
| Актор             | Роль           |
| ----------------- | -------------- |
| Джим Бродбент     | Артур Моррісон |
| Колін Ферт        | Блейк Моррісон |
| Джульєт Стівенсон | Кім Моррісон   |
| Джина Маккі       | Кеті Моррісон  |
| Клер Скіннер      | Джилліан       |
| Сара Ланкашир     | Біті           |
| Елейн Кессіді     | Сандра         |
| Кері Малліган     | Рейчел         |